# Бермудские Острова на летних Олимпийских играх 1996
Бермуды принимала участие в Летних Олимпийских играх 1996 года в Атланте (США) в тринадцатый раз за свою историю, но не завоевала ни одной медали. Сборную страны представляли 2 женщины.